# 妙義荒船佐久高原國定公園
妙義荒船佐久高原國立公園（日语：／ Myōgi-Arafune-Saku Kōgen Kokutei Kōen），是位在日本群馬縣、長野縣的國定公園。1969年4月10日指定，為日本第39座國定公園。
公園包含妙義山、八風山、荒船山、黑瀧山等山岳與內山峠、十石峠等眾多山口，另有神津牧場、內山牧場等高原牧場。妙義山與內山峽以奇岩怪石聞名。

## 主要景點
- 妙義山
- 荒船山

## 面積
- 面積 - 13,123ha
  - 群馬縣 - 8,063ha
  - 長野縣 - 5,060ha

## 關連市町村
- 群馬縣 - 安中市、富岡市、上野村、下仁田町、南牧村
- 長野縣 - 輕井澤町、御代田町

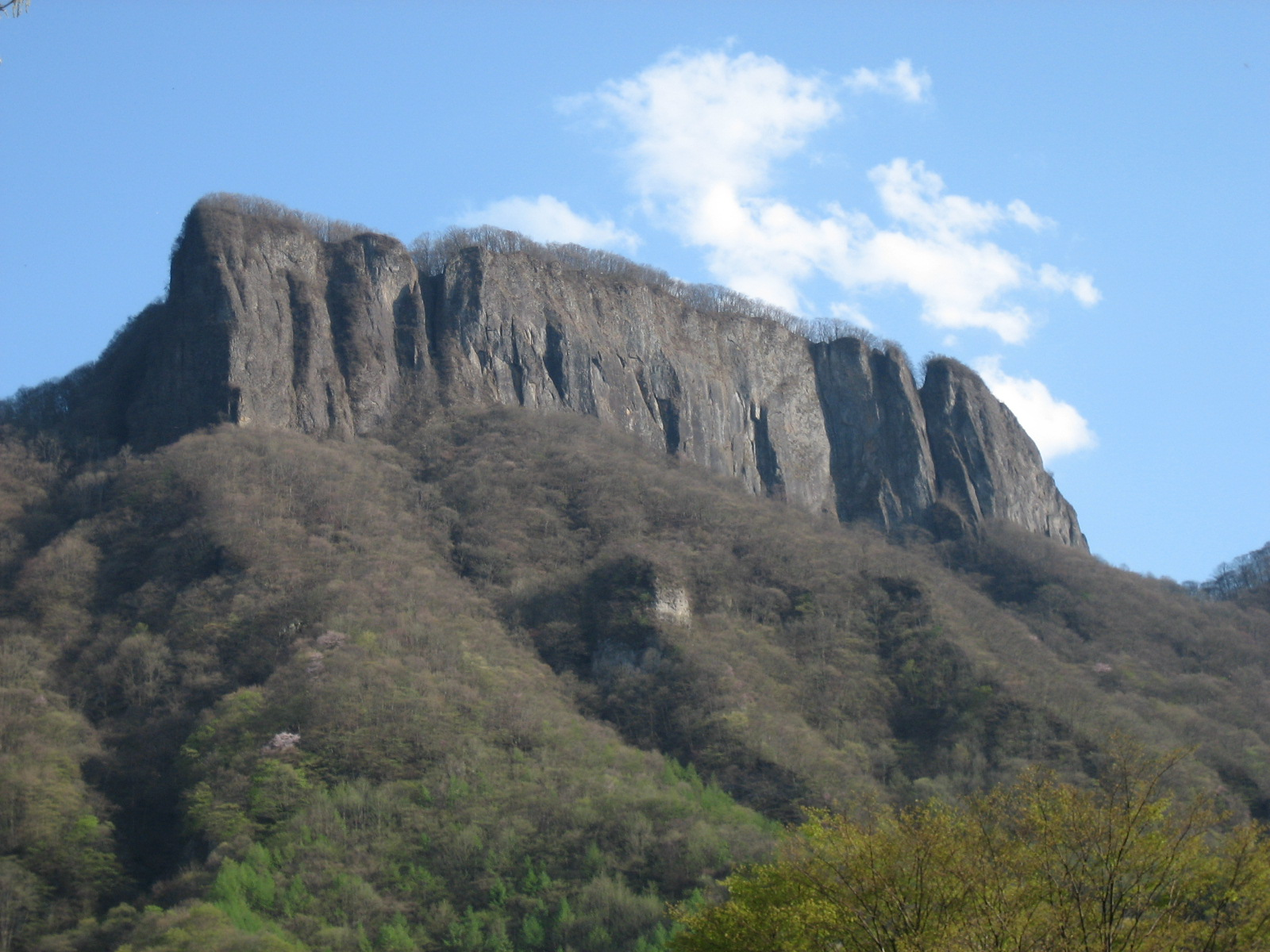
荒船山
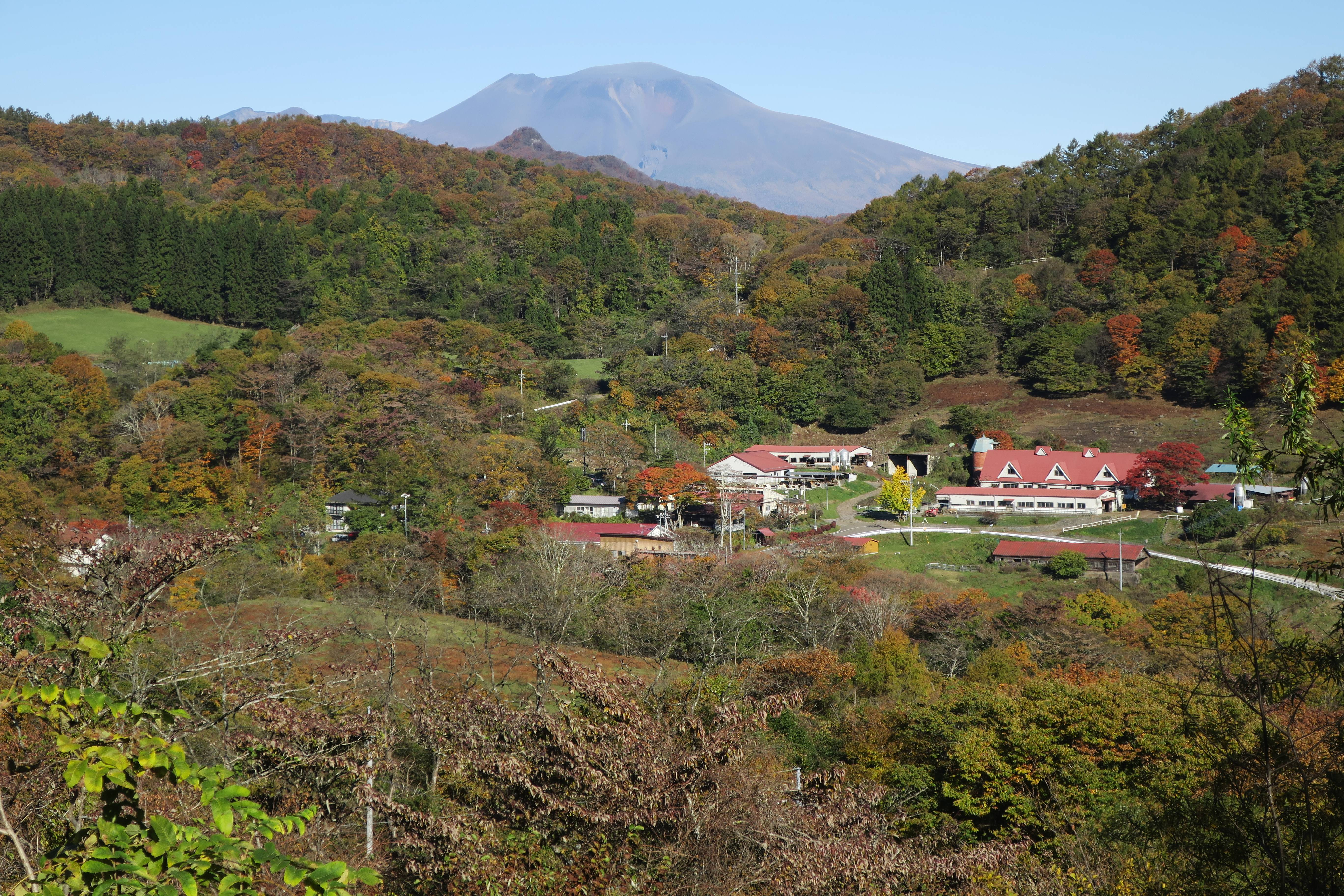
神津牧場
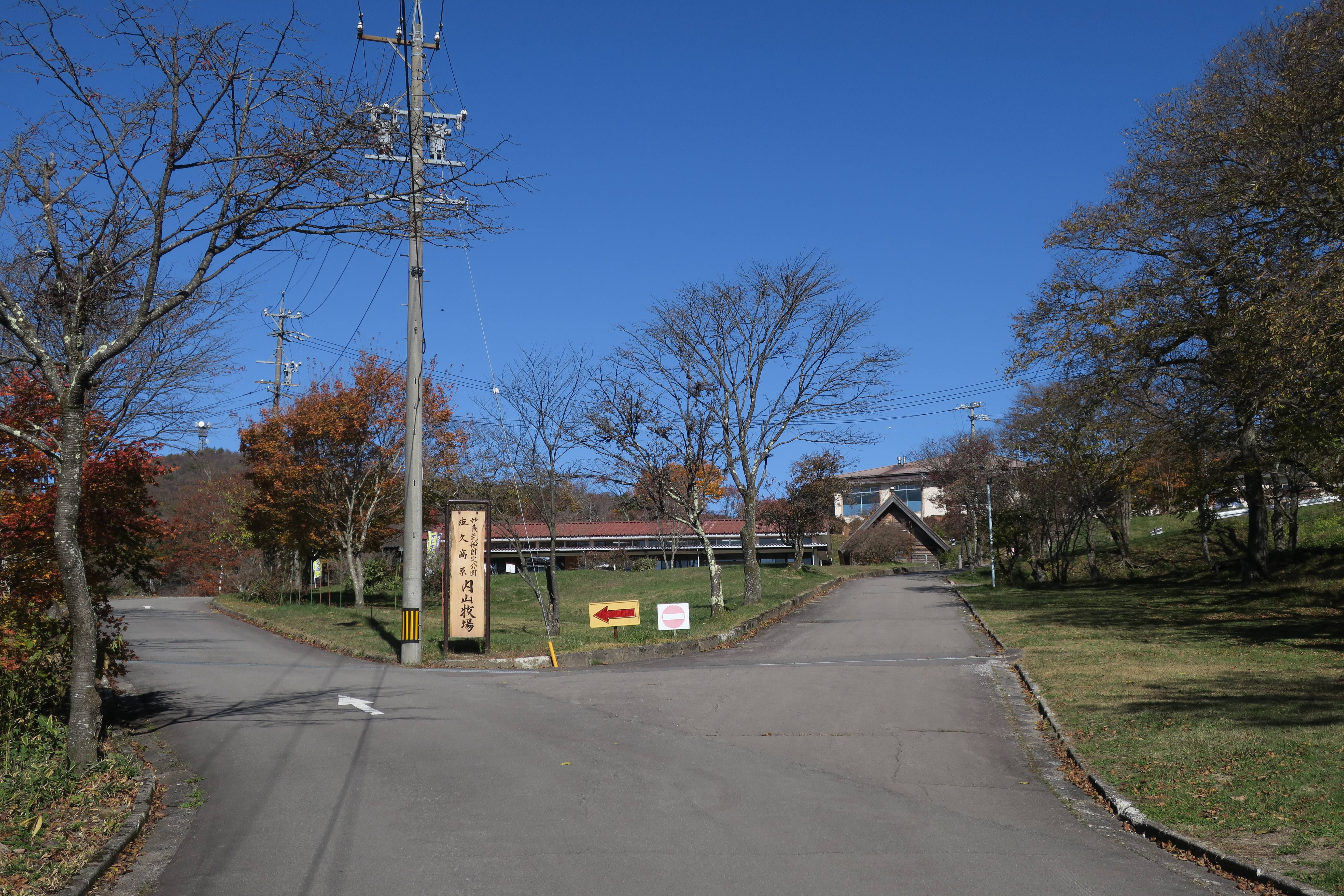
內山牧場
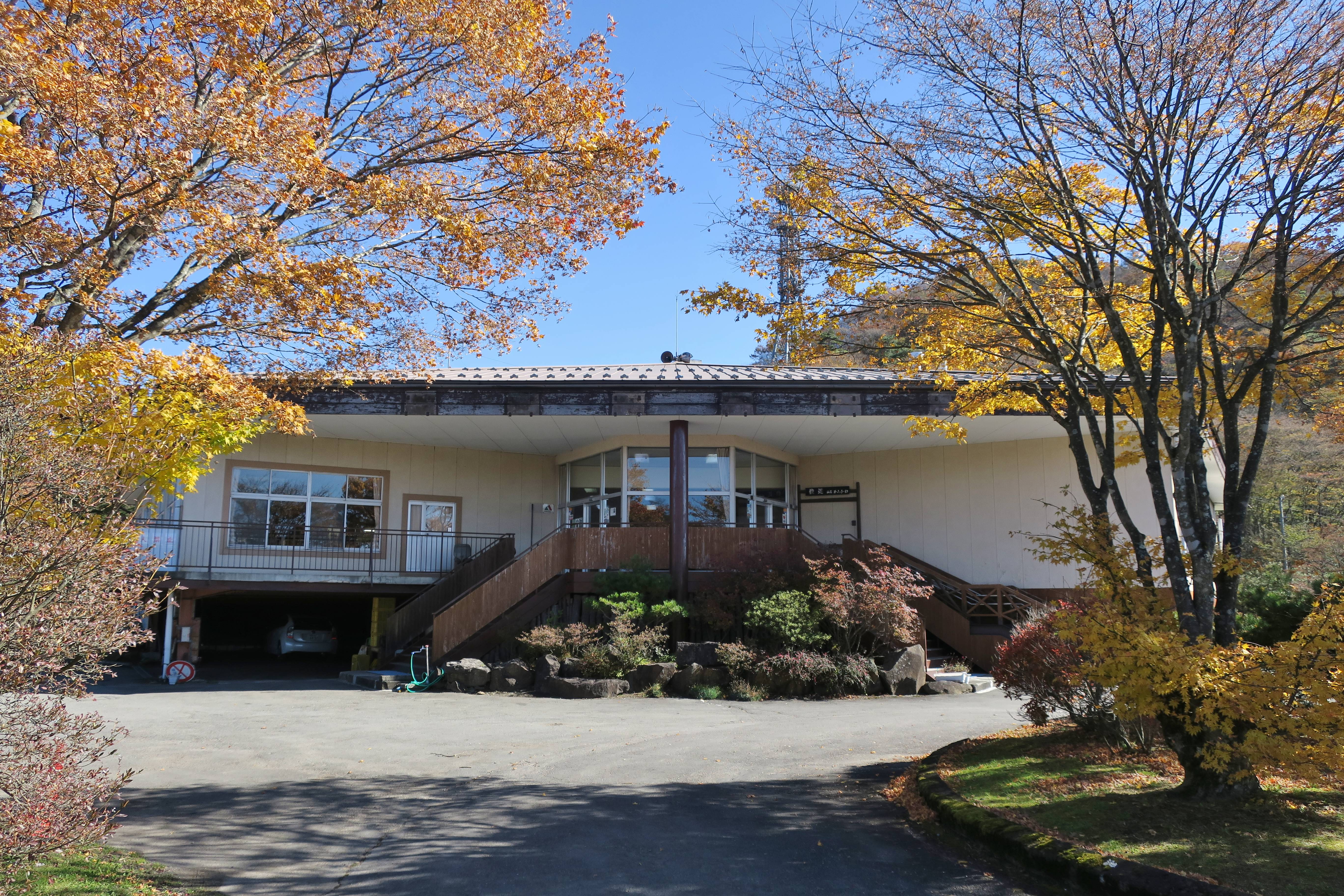
山莊荒船
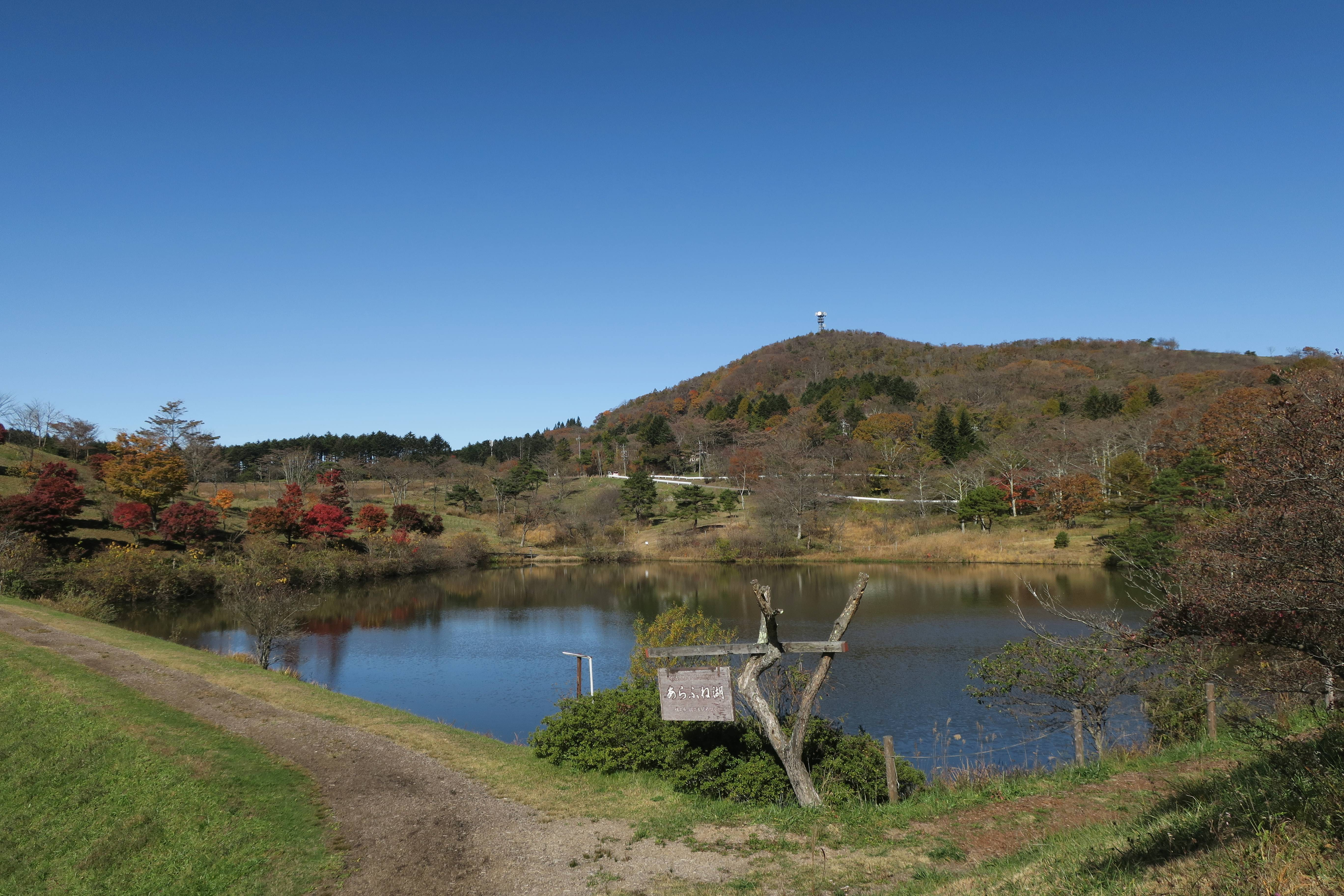
荒船湖

## 外部連結
- （日語）妙義荒船佐久高原國定公園 （页面存档备份，存于）